# Monticellit
Monticellit (IMA-Symbol Mtc) ist ein relativ selten vorkommendes Mineral aus der Mineralklasse der „Silikate und Germanate“ mit der chemischen Zusammensetzung CaMg[SiO4] und damit chemisch gesehen ein Calcium-Magnesium-Silikat. Strukturell gehört Monticellit zu den Inselsilikaten (Nesosilikaten).
Monticellit kristallisiert im orthorhombischen Kristallsystem und entwickelt prismatische Kristalle von bis zu fünf Zentimeter Größe, findet sich aber auch in Form körniger Mineral-Aggregate und derber Massen. Auch Kristallzwillinge mit sechszackig-sternförmigen Formen sind bekannt.
In reiner Form ist Monticellit farblos und durchsichtig mit einem glasähnlichen Glanz auf den Oberflächen. Bei derben Aggregaten weisen die Oberflächen allerdings eher einen leichten Harzglanz auf. Durch vielfache Lichtbrechung aufgrund von Gitterfehlern oder polykristalliner Ausbildung erscheint er dagegen weißlich und kann durch Fremdbeimengungen eine blassgrünlichgraue bis gelblichgraue Farbe annehmen, wobei die Transparenz entsprechend abnimmt.

## Etymologie und Geschichte
Entdeckt wurde Monticellit erstmals durch Henry James Brooke auf Mineralproben, die George Brettingham Sowerby am Monte Somma in der Region Kampanien an der Westküste Italiens gesammelt hatte. Die Analyse und Erstbeschreibung publizierte Brooke 1831, in der er das Mineral nach Teodoro Monticelli (1759–1845) benannte. Dieser veröffentlichte mehrere Werke über den Vesuv und dessen Umgebung, darunter 1823 Storia dei fenomeni del Vesuvio und 1825 Prodromo della mineralogia vesuviana (zusammen mit Nicola Covelli).
Das Typmaterial des Minerals wird im Istituto di Mineralogia dell’Università (MMUNa; heute: Königliches mineralogisches Museum der Universität Neapel) in Neapel unter der Katalog-Nummer 22111 aufbewahrt.
Da der Monticellit bereits lange vor der Gründung der International Mineralogical Association (IMA) bekannt und als eigenständige Mineralart anerkannt war, wurde dies von ihrer Commission on New Minerals, Nomenclature and Classification (CNMNC) übernommen und bezeichnet den Monticellit als sogenanntes „grandfathered“ (G) Mineral. Die seit 2021 ebenfalls von der IMA/CNMNC anerkannte Kurzbezeichnung (auch Mineral-Symbol) von Monticellit lautet „Mtc“.

## Klassifikation
In der zuletzt 1977 überarbeiteten 8. Auflage der Mineralsystematik nach Strunz gehörte der Monticellit zur Mineralklasse der „Silikate“ und dort zur Abteilung „Inselsilikate (Nesosilikate)“, wo er als Namensgeber die „Monticellit-Reihe“ mit der Systemnummer VIII/A.04 und den weiteren Mitgliedern Glaukochroit, Kirschsteinit und Merwinit bildete.
In der zuletzt 2018 überarbeiteten Lapis-Systematik nach Stefan Weiß, die formal auf der alten Systematik von Karl Hugo Strunz in der 8. Auflage basiert, erhielt das Mineral die System- und Mineralnummer VIII/A.05-010. Dies entspricht ebenfalls der Abteilung „Inselsilikate mit [SiO4]-Gruppen“, wo Monticellit zusammen mit Glaukochroit und Kirschsteinit eine unbenannte Gruppe mit der Systemnummer VIII/A.05 bildet.
Die von der International Mineralogical Association (IMA) zuletzt 2009 aktualisierte 9. Auflage der Strunz’schen Mineralsystematik ordnet den Monticellit in die erweiterte Klasse der „Silikate und Germanate“, dort aber ebenfalls in die Abteilung der „Inselsilikate (Nesosilikate)“ ein. Diese ist allerdings weiter unterteilt nach der möglichen Anwesenheit zusätzlicher Anionen und der Koordination der beteiligten Kationen, so dass das Mineral entsprechend seiner Zusammensetzung in der Unterabteilung „Inselsilikate ohne zusätzliche Anionen; Kationen in oktaedrischer [6]er-Koordination“ zu finden ist, wo es als einziges Mitglied eine unbenannte Gruppe mit der Systemnummer 9.AC.10 bildet.
In der vorwiegend im englischen Sprachraum gebräuchlichen Systematik der Minerale nach Dana hat Monticellit die System- und Mineralnummer 51.03.02.01. Die entspricht ebenfalls der Klasse der „Silikate“ und dort der Abteilung „Inselsilikatminerale“. Hier findet er sich innerhalb der Unterabteilung „Inselsilikate: SiO4-Gruppen mit allen Kationen nur in oktahedraler [6]-Koordination“ in der Gruppe „Monticellit-Kirschsteinit-Reihe“, in der auch Kirschsteinit und Glaukochroit eingeordnet sind.

## Chemismus
In der idealen (stoffreinen) Zusammensetzung von Monticellit (CaMg[SiO4]) besteht das Mineral im Verhältnis aus je einem Teil Calcium (Ca), Magnesium (Mg) und Silicium (Si) sowie vier Teilen Sauerstoff (O). Dies entspricht einem Massenanteil (Gewichtsprozent) von 25,61 Gew.-% Ca, 15,53 Gew.-% Mg, 17,95 Gew.-% Si und 40,90 Gew.-% O oder in der Oxidform 35,84 Gew.-% Calciumoxid (CaO), 25,76 Gew.-% Magnesiumoxid (MgO) und 38,40 Gew.-% Siliciumdioxid (SiO2).
Bei natürlich gebildeten Monticelliten können diese Werte je nach Bildungsbedingungen (Stoffzufuhr) leicht abweichen. Zudem bildet Monticellit mit Kirschsteinit (CaFe2+[SiO4]) eine Mischkristallreihe, weshalb ein geringer Teil des Magnesiums durch Eisen ersetzt sein kann. So ergaben beispielsweise die Analysen von Monticellitproben aus den Steinbrüchen von Crestmore (Jurupa Valley) im Riverside County des US-Bundesstaates Kalifornien eine Zusammensetzung von 35,20 Gew.-% CaO, 22,78 Gew.-% MgO und 37,46SiO2 sowie zusätzliche Fremdbeimengungen von 3,98 Gew.-% Eisen(II)-oxid (FeO) und 0,52 Gew.-% Mangan(II)-oxidMnO. Außerdem konnte ein geringer Anteil Wassereinlagerungen von 0,15 Gew.-% festgestellt werden.
In weitere Funden von Mineralproben nahe dem Cascade Lake am gleichnamigen Berg im Essex County des US-Bundesstaates New York konnten Beimengungen von 3,99 Gew.-% FeO, 0.45 Gew.-% MnO, 0,10 Gew.-% Zinkoxid (ZnO) sowie Spuren von Aluminiumoxid (Al2O3) und Titan(IV)-oxid (auch Titandioxid; TiO2) gemessen werden.

## Kristallstruktur
Monticellit kristallisiert in der orthorhombischen Raumgruppe Pnma (Raumgruppen-Nr. 62) mit den Gitterparametern a = 11,1098 Å; b = 6,3894 Å; c = 4,8281 Å sowie vier Formeleinheiten pro Elementarzelle.

## Bildung und Fundorte

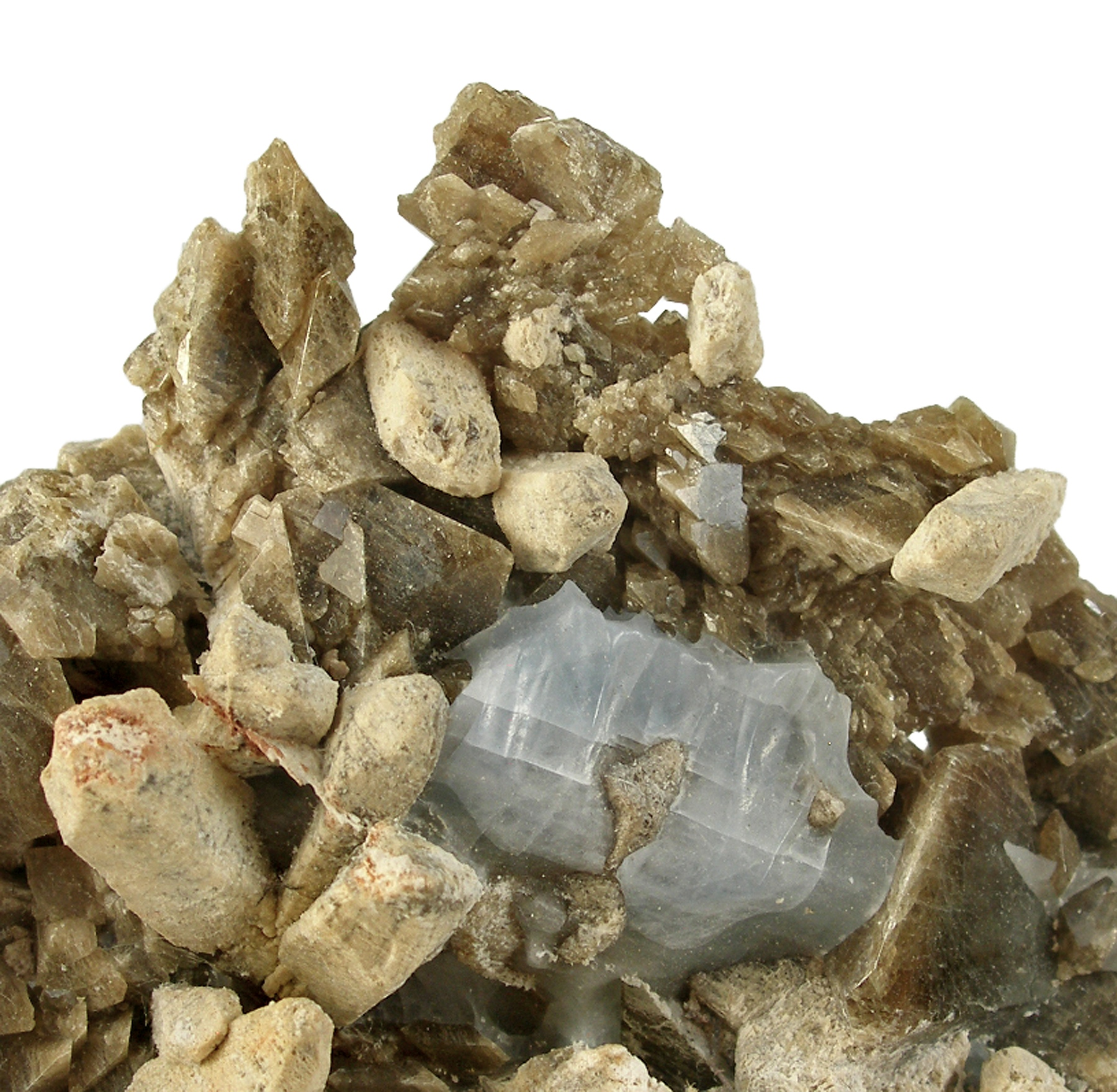
Monticellit aus den Crestmore-Steinbrüchen bei Crestmore Heights, Riverside County, Kalifornien (USA)

Monticellit bildet sich metamorph in kieselhaltigen Dolomitgesteinen und findet sich in kontaktmetamorphen Ablagerungen zwischen Kalkstein und Olivin-Gabbros oder im Kontaktbereich granitisch-dolomitischen Kalksteins in Skarnen. Seltener bildet sich Monticellit auch in Kimberliten. Als Begleitminerale können je nach Fundort unter anderem Åkermanit, Apatit, Calcit, Cuspidin, Gehlenit, Merwinit, Spinell und Vesuvianit auftreten.
Als eher seltene Mineralbildung kann Monticellit an verschiedenen Orten zum Teil zwar reichlich vorhanden sein, insgesamt ist er aber wenig verbreitet. Weltweit sind bisher rund 200 Vorkommen dokumentiert (Stand 2024). Außer an seiner Typlokalität am Monte Somma in Kampanien trat das Mineral in Italien noch im „Vallone Toppo di Lupo“ bei Melfi und am Monte Vulture in der Provinz Potenza in Basilikata, an mehreren Kratern in der Umgebung der Metropolitanstadt Rom (Region Latium), im Val Sorda und im Val Zebrù in der Lombardei, bei Premosello-Chiovenda in Piemont, am Stromboli nördlich von Sizilien, an mehreren Orten in der Region Trentino-Südtirol, bei Piombino in der Toskana, in der Provinz Terni in Umbrien und der Provinz Vicenza in Venetien auf. Daneben fand sich Monticellit noch im Vigarano-Meteoriten, der 1910 nahe Vigarano Mainarda in der Provinz Ferrara (Emilia-Romagna) niederging.
In Deutschland konnte das Mineral bisher nur in der Zinkhütte Genna bei Letmathe und auf Schlackenhalden der Zinkhütte Münsterbusch bei Stolberg in Nordrhein-Westfalen sowie im Steinbruch Caspar am Ettringer Bellerberg im rheinland-pfälzischen Landkreis Mayen-Koblenz und am Zeughaus Dike bei Sebnitz im sächsischen Landkreis Schweiz-Osterzgebirge gefunden werden.
Das bisher einzige dokumentierte Vorkommen in Österreich ist eine Schlackenhalde bei Waitschach (auch Maria Waitschach) im Bezirk Sankt Veit an der Glan in Kärnten. Er gilt allerdings bisher als fraglich beziehungsweise nicht bestätigt.
Weitere Fundorte liegen unter anderem in Afghanistan, Angola, der Antarktis, Australien, Bolivien, Brasilien, Bulgarien, China, Finnland, Frankreich, Grönland, Indien, Indonesien, Irak, Irland, Japan, Kanada, Kolumbien, der Demokratischen Republik Kongo, in Malawi, Mexiko, Namibia, Norwegen, Pakistan, Polen, Rumänien, Russland, Schweden, der Slowakei, in Spanien, Südafrika, Tansania, Tschechien, Türkei, Uganda, der Ukraine, im Vereinigten Königreich (Schottland) und den Vereinigten Staaten von Amerika (Alabama, Arizona, Arkansas, Kalifornien, Colorado, Michigan, Montana, Nevada, New Mexico, New York, Oklahoma, Pennsylvania, Texas, Utah, Virginia).